# 金津本陣IKOSSA
金津本陣IKOSSA（かなづほんじん イコッサ）は、福井県あわら市にある生涯学習施設。

## 施設
あわら市春宮2-14-1に所在。1985年（昭和60年）、旧金津町役場跡に開業したものの、買い物客の減少により閉店したショッピングセンター「エルディ」（1・2階が商業施設で、3階は市民文化研修センターであった）を取得・改修し、2013年（平成25年）7月7日に開館した。館名の「IKOSSA」（イコッサ）＝「行こっさ」は、福井県の嶺北で「行こうよ」と誰かを誘うときに用いられる方言である（福井弁）。すなわち、人々が互いに誘い合い、集まる場所となるようにとの思いを込めて命名された。当館は3階建てで、1階に金津図書館、2階に郷土歴史資料館、3階に市民文化研修センターがあり、全館を通じてバリアフリーに配慮している。各階の構成は下記の通りである。
1階：金津図書館
蔵書数は2016年1月末時点で一般書約5万冊、児童書約3万冊、視聴覚資料1,000点余り。開放的でゆとりのある空間を目指して設計。車椅子での利用を考慮し、本棚同士の間隔を広げたほか、児童書コーナーでは子供の身長に合わせて本棚を低くするといった工夫がされている。無線LANも利用可能。
2階：郷土歴史資料館
あわら市の文化財を3つのコーナーに分けて展示。
3階：市民文化研修センター
研修室が2部屋と、和室、学習室、さらにスクリーンやプロジェクタなどを備えた大ホールがある。